# Strategia stabilna ewolucyjnie
Strategia stabilna ewolucyjnie – strategia, zakładająca że jeśli (prawie) wszyscy gracze ją stosują, to żadnemu z nich nie opłaca się zmiana strategii na inną. Strategia ta wcale nie musi być globalnie optymalna. Np. strategia bezinteresownej pomocy innym nie jest ewolucyjnie stabilna, ponieważ jeśli któryś gracz zmieni strategię na wykorzystywanie pomagających, uzyska nad nimi przewagę. Gracz po graczu, w końcu prawie wszyscy odeszliby od tej strategii.
W analizie konkurencji wewnątrzgatunkowej strategię stabilną ewolucyjnie zaproponowali John Maynard Smith i George R. Price.

## Strategie
Macierz wygranych osobników stosujących strategię agresora (A) i ustępującego (U)
(W – wartość wzrostu dostosowania w wyniku wygrania konfliktu; S – wartość spadku dostosowania w efekcje przegrania konfliktu)
|   | A       | U   |
| A | W/2-S/2 | W   |
| U | 0       | W/2 |

### Strategia agresora
Ponieważ agresorzy w starciu ze sobą mają równe szanse, to w połowie przypadków każdy z nich wygrywa W jednostek dostosowania, równocześnie w połowie przypadków przegra ponosząc stratę S. Zatem zmiana dostosowania wynosi W/2-S/2.

### Strategia ustępującego
Osobnik ustępujący przy spotkaniu z agresorem nic nie wygrywa, ale też nie traci, bo nie podejmuje walki (zmiana dostosowania równa 0). Przy spotkaniu dwóch ustępujących osobników, konflikt rozwiązywany jest przez przypadek (każdy z nich ma 50% szansę wygranej), ponadto nie dochodzi do walki, więc W/2.

### Strategia legalisty
Największa możliwa wygrana to wygrana agresora z ustępującym: pełny zysk W i żadnych strat. Dlatego w razie konfliktu najlepiej zastraszyć przeciwnika, by nie podjął walki. Dlatego każdemu uczestnikowi konfliktu zależy, by nie dać się zastraszyć, ale też i nie wdawać się w konflikt z silniejszym, bo nie daje to szans na wygraną. Strategia legalisty jest następująca: jeśli jesteś pierwszy na jakimś terytorium lub przy zasobie, zachowuj się jak agresor, jeśli jesteś drugi, ustępuj. Strategia legalisty podważa tezę, że do utrzymania prawa własności potrzebna jest zorganizowana społeczność, wymiar sprawiedliwości i organy ścigania. Dane empiryczne dowodzą, że strategia legalisty jest powszechna w przyrodzie. 

### Inne strategie
Oprócz strategii agresora (jastrzębia – "zawsze atakuj i walcz ile sił"), ustępującego (gołębia – "zawsze uciekaj zaatakowany"), legalisty (dżentelmena – "walcz, gdy cię napadną") wyróżniono wśród wilków jeszcze np. strategie chuligana – "atakuj kogo popadnie i uciekaj zaatakowany" – oraz tzw. dżentelmena z wyskokami – "zachowuj się jak legalista, ale od czasu do czasu atakuj losowo wybranego przeciwnika".